# Roxborough State Park
Der Roxborough State Park ist ein State Park im Douglas County im US-Bundesstaat Colorado. Er liegt südwestlich von Denver und etwa 24 km südlich von Littleton an der Nordseite des Pike National Forest. Auf einer Fläche von 13,5 km² sind in erster Linie die durch Verwerfung und Erosion entstandenen Gesteinsformationen das prägende Element des Parks.

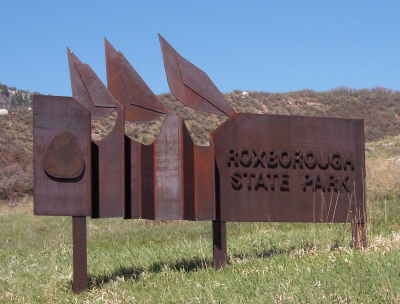
Parkeingang zum Roxborough State Park

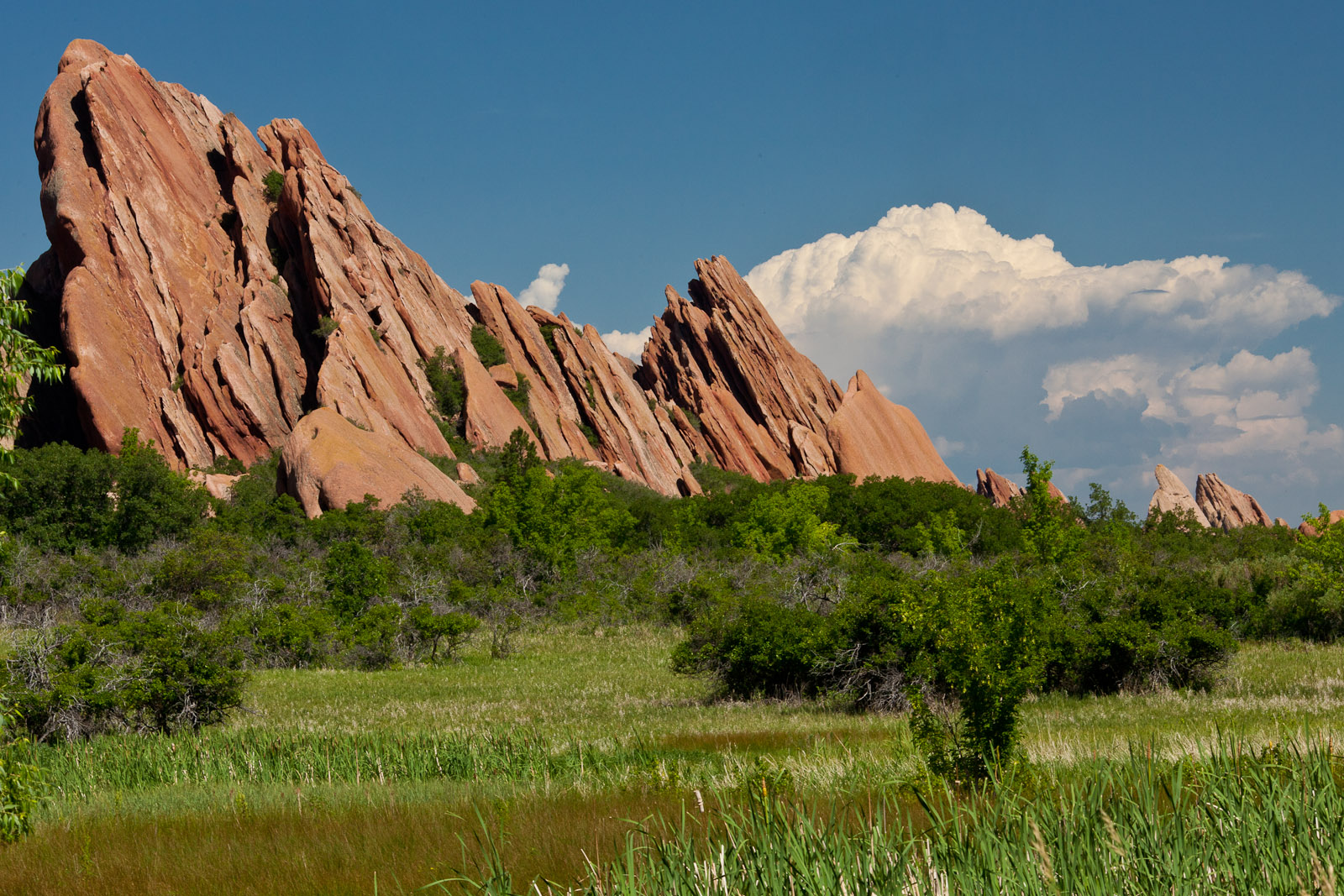
Gesteinsverwerfung im Roxborough State Park

## Geschichte
1975 wurde das Gebiet als State Park ausgewiesen und unterliegt seitdem der Verwaltung des Colorado Department of Natural Resources. 1980 wurde der Roxborough State Park zusätzlich als National Natural Landmark eingetragen.
Zwischen Juli 2006 und Juni 2007 wurden innerhalb eines Jahres 63.769 Parkbesucher gezählt. Im Jahr 2020 wurden bereits 152.941 Besucher gezählt.

## Geologie
Das Parkgelände erhebt sich 1800–2200 m über den Meeresspiegel, die Entwässerung erfolgt überwiegend in den Willow Creek, den Little Willow Creek und den Mill Gulch. Dabei bildet es ein Ökoton zwischen den Ausläufern der Rocky Mountains, den Waldgesellschaften der Front Range und der Ebene mit Grünland.
Die Fountain-Formation aus rotem bis grauem Sandstein entstand vor 300 Millionen Jahren durch Verwerfung und unterschiedliche Erosion aus den urzeitlichen  Rocky Mountains. Die Sandsteinschicht mit einem Winkel von 60° hat sich dabei auch den Spitznamen Iron Flat (Bügeleisen) eingefangen. Im Park sind auch noch freigelegte Schichten aus dem Präkambrium, der Kreidezeit und dem Perm.

## Flora

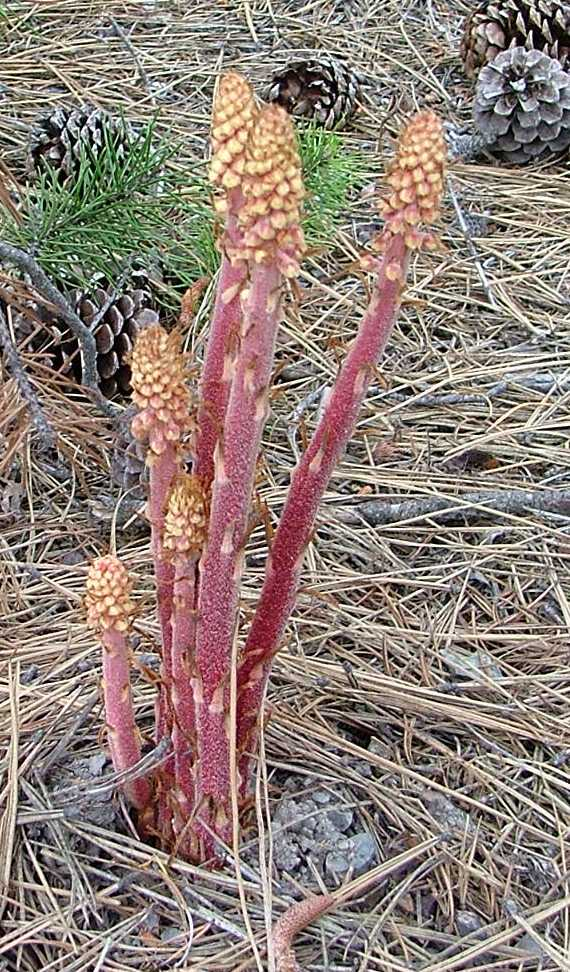
Pterospora andromedea

Der Park enthält einige hochwertige ungestörte Pflanzengesellschaften mit Beständen von Gelb-Kiefern (Pinus ponderosa), Douglasienwäldern und Gambeleichen (Quercus gambelii).
Die Hälfte des Parks ist von einem Dickicht aus überwiegend Gambeleichen, (Cercocarpus), Buckbrush, Dreilappiger Sumach (Rhus trilobata), Schneebeeren und Yucca bedeckt. Gemischte Grasbestände stehen auf den Stellen, wo der Boden tief und feucht genug ist, so etwa Western Wheatgrass (Pascopyrum smithii), Green Needlegrass (Stipa viridula), Little Bluestem (Schizachyrium scoparium), Big Bluestem (Andropogon gerardii), Prairie Sandreed (Calamovilfa longifolia), Blue grama (Bouteloua gracilis), Sideoats grama (Bouteloua curtipendula) und Needle-and-Thread Grass (Stipa comata).
Entlang der Fließgewässer sind eine Traubenkirschenart (prunus virginia), Ahornarten wie (acer glabrum), Strauchbereiche mit (rubus deliciosus) angesiedelt, aber auch (Lilium philadelphicum), (Eutrochium), Sonnenröschen, (Pterospora andromedea) und Carrion-Flower / Aasblumen.

## Fauna
Den Parkbesucher zeigen sich öfters Maultierhirsch, Kojoten, Füchse, Schwarzschwanzpräriehunde (Cynomys ludovicianus) und Baumwollschwanzkaninchen. Seltener zu sehen sind Wapiti, Schwarzbär, Puma und Rotluchs.
145 Vogelarten wurden in über 20 Jahren Vogelbeobachtung gezählt, 42 davon nisten auch im Roxborough State Park. Greifvögel, Singvögel, Wasservögel und Grünlandarten wie Abendammer (Pooecetes gramineus) und Westlicher Lerchenstärling bevölkern das Gelände. Auch Felsenzaunkönig, Kieferntangare, Breitschwanzkolibri, Königsbussard (Buteo regalis) und Kaninchenkauz können beobachtet werden.

## Verweise
1. ↑  National Natural Landmarks - Roxborough - National Parks Service. In: www.nps.gov. Abgerufen am 31. Januar 2023.
2. ↑  Roxborough State Park Fact Sheet. (PDF; 3,73 MB) In: RoxboroughFactSheet.pdf. 30. Juni 2020, abgerufen am 31. Januar 2023.
3. ↑  Colorado Parks & Wildlife - Geology. In: cpw.state.co.us. Abgerufen am 31. Januar 2023 (englisch).
4. ↑  Colorado Parks & Wildlife - Plants. In: cpw.state.co.us. Abgerufen am 31. Januar 2023 (englisch).
5. ↑  Colorado Parks & Wildlife - Wildlife. In: cpw.state.co.us. Abgerufen am 31. Januar 2023 (englisch).